# 천지원
천지원(2000년 ~ )은 대한민국의 가수이다.

## 방송
- 히든싱어 7 (2022) - 박정현 편 5위
- 언더커버 (2025)

## 음반
- IDOL (아이돌 : The Coup) OST Part.2 (2021)
- IDOL (아이돌 : The Coup) OST (2021)
- 청춘블라썸 (청춘블라썸 OST) (2022)
- 0교시는 인싸타임 OST Part.6 (2024)
- 0교시는 인싸타임 OST (2024)
- <언더커버> Episode 5 (2025)

## 작곡
- 천지 <안녕이라는 말> (2022)

## 기타
- 마이온 <엄마 내가 제일 후회하는 건> (2021) - 보컬 참여